# برکلی بوکس
برکلی بوکس (به انگلیسی: Berkley Books) یک شرکت انتشاراتی آمریکایی است که در سال ۱۹۵۵ توسط چارلز برن و فردریک کلاین متعلق به گروه پنگوئن واحد پنگوئن رندوم هاوس تأسیس شد.

## تاریخچه
برکلی بوکس در سال ۱۹۵۵ به عنوان یک شرکت مستقل شروع به کار کرد. چارلز برن و فردریک کلاین، مؤسسان این شرکت بودند. این شرکت با عنوان «شرکت خبری شیک» (به انگلیسی: Chic News Company) تأسیس شد و برای آوون کار می‌کرد. اما آنها خیلی زود نام شرکت را به برکلی تغییر دادند. این نام جدید، یک ابداع واژه و ترکیبی از عناصر نام خانوادگی آنها بود و به فیلسوف جورج بارکلی یا برکلی، کالیفرنیا ارتباطی نداشت. برکلی در طی چند سال بعد، تحت سرپرستی سردبیر آنها، توماس داردیس، خط متنوعی از داستان‌های تخیلی و غیرداستانی عامه پسند، هم چاپ‌های مجدد و هم نسخه‌های جلد کاغذی در بازار انبوه، با سابقه‌ای قوی در داستان‌های علمی تخیلی (مثلاً کتاب‌های رابرت ای. هاین‌لاین و رمان تلماسه از فرانک هربرت) توسعه داد. این شرکت در سال ۱۹۶۵ توسط چی.پی. پاتنامز سانز خریداری شد.

## پیون به بیرون
- وبگاه رسمی